# LIKIYA
LIKIYA（リキヤ、1990年11月28日 - ）は、日本のダンサーであり、THE RAMPAGE from EXILE TRIBE、MA55IVE THE RAMPAGEのメンバー。
青森県三沢市出身。LDH JAPAN所属。

## 略歴
2014年、「EXILE PERFORMER BATTLE AUDITION」の合宿審査で落選するも、THE RAMPAGEの候補メンバーに選出される。同年9月12日、同グループの正式メンバーとなる。同年11月18日、TBS系『週刊EXILE』の放送内で、メンバーの陣と共に同グループのリーダーに就任したことが発表された。
2020年、THE RAMPAGEの派生ユニットMA55IVE THE RAMPAGEとしても始動。

## 人物
- 小学校から高校までバスケットボールをしていた[4]。
- 2021年8月19日、新型コロナウイルスに感染したことを発表。『THE RAMPAGE LIVE TOUR 2021 "REBOOT" 〜WAY TO THE GLORY〜』の長野2公演と[5]、青森2公演は不参加だった[6]。

### 家族
- 父親はアメリカ人で元プロボクサーのカーロス・エリオット[7]。母親は日本人で美容師[8]。兄が1人、姉が1人いる[9]。兄は三代目J SOUL BROTHERSのELLY[7]。両親が離婚して以降は母子家庭で育った[8]。
- 母方の祖父は養豚場の元オーナーで一代で財を成した[8]。

## 出演

### テレビドラマ
- ナイトヒーロー NAOTO 第7話（2016年6月4日、テレビ東京） - エンディングダンス
- こんなところで裏切り飯 第9話（2024年3月15日、中京テレビ） - Mr.Jasmine 役[10]

### 映画
- HiGH&LOW THE MOVIE 2 / END OF SKY（2017年8月19日） - DIDDY 役
  - HiGH&LOW THE MOVIE 3 / FINAL MISSION（2017年11月11日）

### 配信番組
- 格闘DREAMERS（2021年3月 - 5月、ABEMA） - ナビゲーター兼サポーター[11]
- ランペウィッシュレストラン（2023年3月 - 2024年3月、cookpadLive）[12]

### テレビ番組
- THE RAMPinGOOD（2023年10月 - 2024年3月、名古屋テレビ）[13][14]
  - THE RAMPinGOOD SEASON2（2025年1月 - 3月）[15]

### ラジオ
- RMPG DOPE STATION（2019年1月 - 2024年6月、block.fm） - メインパーソナリティ[16][17]

### ミュージックビデオ
- EXILE ATSUSHI「MAKE  A MIRACLE」（2014年）

## 作品

### 参加作品
| 発売日        | 曲名                                         | 収録作品                                                 |
| ------------- | -------------------------------------------- | -------------------------------------------------------- |
| 2024年10月2日 | チキンハツ feat. LIKIYA(MA55IVE THE RAMPAGE) | HONEST BOYZ®︎「ズクダンズンブングン feat. はんにゃ.金田」 |